# Rui Manuel Sousa Valério
Rui Manuel Sousa Valério, né le 24 décembre 1964 à Ourém, est un prélat catholique portugais, actuel patriarche de Lisbonne depuis le 10 août 2023.

## Biographie
Il effectue d'abord ses études de philosophie à l'Université pontificale du Latran à Rome puis de théologie à l'Université pontificale grégorienne dans la même ville, où il obtient une licence de théologie dogmatique. Il effectue ensuite des études de philologie à La Sapienza, toujours à Rome, puis de spiritualité au Centre International Montfortain à Louvain.
Il fait sa profession religieuse le 6 octobre 1990 au sein de la Compagnie de Marie (Montfortain). Il est ordonné prêtre pour cette congrégation le 23 mars 1991.
Il occupe diverses responsabilités paroissiales à Rome, Castro Verde et Lisbonne avant de devenir aumônier militaire. Il a aussi occupé diverses fonctions au sein de sa congrégation.
Le 27 octobre 2018, le pape François le nomme ordinaire militaire du Portugal. Il est ordonné évêque le 25 novembre 2018 par le cardinal Manuel Clemente, patriarche de Lisbonne. 
Le 10 août 2023, quelques jours seulement après la fin des JMJ 2023 qui se sont tenues à Lisbonne, le pape François le nomme patriarche de Lisbonne pour succéder au cardinal Manuel Clemente, atteint par la limite d'âge.